# Sheldon (hrabstwo Monroe)
Sheldon – miasto w Stanach Zjednoczonych, w stanie Dakota Północna, w hrabstwie Monroe.